# Danijel Prskalo
Danijel Prskalo (* 27. Oktober 1990 in Mostar, SFR Jugoslawien) ist ein kroatisch-österreichischer Fußballspieler auf der Position eines Stürmers.

## Karriere
Danijel Prskalo kam Mitte der 1990er Jahre mit seinen Eltern nach Österreich und begann 1998 bei der Sportunion Semriach mit dem Vereinsfußball. Als 15-Jähriger absolvierte er erste Einsätze für die Herrenmannschaft in der siebentklassigen Gebietliga Mitte und kam rund um seinen 16. Geburtstag zu weitere drei Ligaeinsätzen. In der Winterpause 2006/07 wechselte er in die Jugendabteilung des SK Sturm Graz und lief ab dem Frühjahr 2008 für die zweite Mannschaft der Grazer in der Regionalliga Mitte auf. Im Sommer 2009 holte ihn der FC Schalke 04 nach Gelsenkirchen, wo er ebenfalls für die zweite Mannschaft spielte.
Im Sommer 2010 wechselte er wieder zurück nach Österreich zu den Red Bull Juniors nach Salzburg, mit denen er die Regionalliga West gewann. Zur Saison 2011/12 wechselte er in die Bundesliga zum SC Wiener Neustadt, wo er am 13. August 2011 im Spiel gegen Wacker Innsbruck sein Bundesliga-Debüt gab.
Im Sommer 2013 wechselte Prskalo zum SC Ritzing in die drittklassige Regionalliga Ost. 2014 wechselte Prskalo zum Profiverein TSV Hartberg. Nach dem Abstieg der Hartberger wechselte er zum Floridsdorfer AC. Im Sommer 2016 wechselte er zum Regionalligisten SC Weiz und im Sommer 2024 weiter zum SC Bad Gams.
Hauptberuflich ist Prskalo bei einem Bauunternehmen in Graz beschäftigt (Stand: 2020).

## Erfolge
- Meister der Regionalliga West: 2010/11
- Salzburger Landespokalsieger: 2010/11